# Roland Wolf
Pour les articles homonymes, voir Wolf.
 (octobre 2017).
Si vous disposez d'ouvrages ou d'articles de référence ou si vous connaissez des sites web de qualité traitant du thème abordé ici, merci de compléter l'article en donnant les références utiles à sa vérifiabilité et en les liant à la section « Notes et références ».
Roland Wolf (né à Bonn en 1965, mort le 29 mars 1995) est un musicien allemand. 
Roland Wolf a fait partie d'un groupe  local appelé Facon Facon de 1983 à 1985, avant de déménager à Berlin. Là, il rencontre d'autres musiciens, joue au sein du groupe Einstürzende Neubauten, soit en remplacement du bassiste Mark Chung, soit aux claviers. Reconnu pour sa fonction de pianiste au sein du groupe Nick Cave and the Bad Seeds de 1986 à 1989, depuis la sortie de l'album Tender Prey à la sortie The Good Son en 1990. Il est décédé dans un accident de voiture. 

## Discographie Solo
- 1993 Conway Savage (mini-album)
- 1998 Soon Will Be Tomorrow (avec Suzie Higgie)
- 2000 Nothing Broken
- 2004 Wrong Man's Hands
- 2005 Rare Songs & Performances 1989-2004
- 2007 Quickie For Ducky (avec Amanda Fox & Robert Tickner)